# كودي والاس
كودي والاس (بالإنجليزية: Cody Wallace)‏ هو لاعب كرة قدم أمريكية أمريكي، ولد في 26 نوفمبر 1984 في كورو في الولايات المتحدة.

## وصلات خارجية
- كودي والاس على موقع مرجع كرة القدم المحترفة.كوم (الإنجليزية)